# Masdevallia tokachiorum
Masdevallia tokachiorum är en orkidéart som beskrevs av Carlyle August Luer. Masdevallia tokachiorum ingår i släktet Masdevallia och familjen orkidéer.
Artens utbredningsområde är Panamá. Inga underarter finns listade i Catalogue of Life.